# Amjad Bashir
Amjad Mahmood Bashir (urdu: امجد محمود بشیر; Jhelum, 17 settembre 1952) è un politico britannico, membro del Partito Conservatore.

## Biografia
Nato in Pakistan, si trasferì nel Regno Unito all'età di otto anni. Si laureò in ingegneria chimica all'università di Bradford. Ha aderito al Partito Conservatore per quindici anni prima di aderire all'UKIP, per poi ritornare al Partito Conservatore nel 2015.